# Андромедас, Джеймс
Димитриос (Джеймс) Андромедас (греч. Δημήτριος Ανδρομήδας, 17 марта 1889, Еракион — 17 июня 1929, Вустер, Массачусетс) — греческий легкоатлет, выступавший в барьерном беге, прыжках в высоту, метании диска и многоборье. Участник летних Олимпийских игр 1920 года.

## Биография
Джеймс Андромедас родился 17 марта 1889 года в греческой деревне Еракион.
Перед Первой мировой войной переехал в США. Большую часть времени жил в городе Лоуэлл в штате Массачусетс. Был членом ИМКА, работал оператором мельницы и ассистентом тренера по лёгкой атлетике Вустерской академии.
Выступал в легкоатлетических соревнованиях за греко-американский клуб Лоуэлла. Несколько раз становился чемпионом любительского легкоатлетического союза Новой Англии.
В 1920 году вошёл в состав сборной Греции на летних Олимпийских играх в Антверпене. В беге на 110 метров с барьерами занял последнее, 5-е место в четвертьфинале. В прыжках в высоту поделил 16-19-е места в квалификации, показав результат 1,65 метра — на 15 сантиметров меньше норматива для выхода в финал. В пятиборье занял последнее, 17-е место. В десятиборье досрочно завершил выступление после четырёх видов.
Умер 17 июня 1929 года в американском городе Вустер от пневмонии.

## Личный рекорд
- Метание диска — 43,20 (1920)[1]